# Capel Celyn memorial

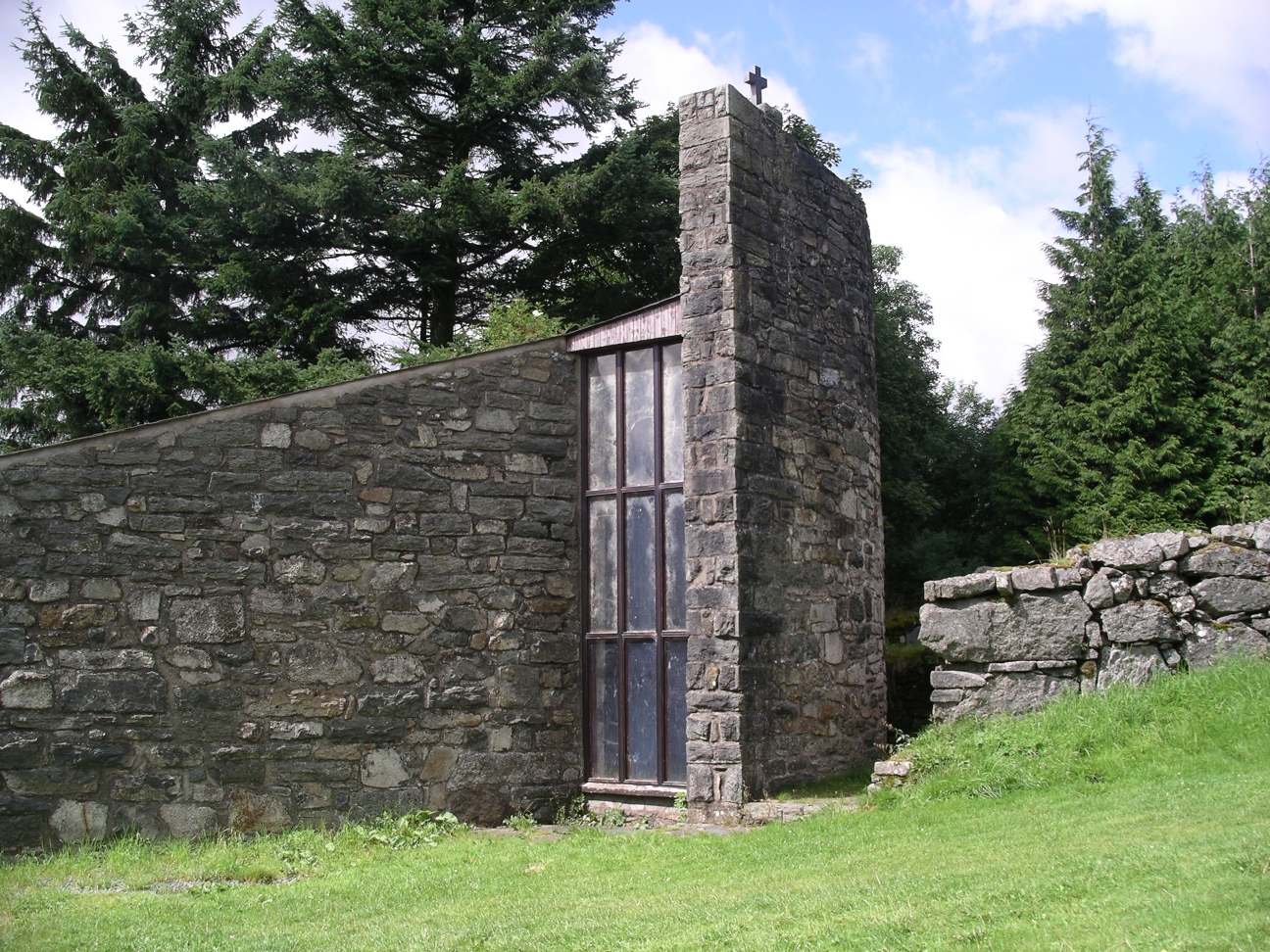
2005

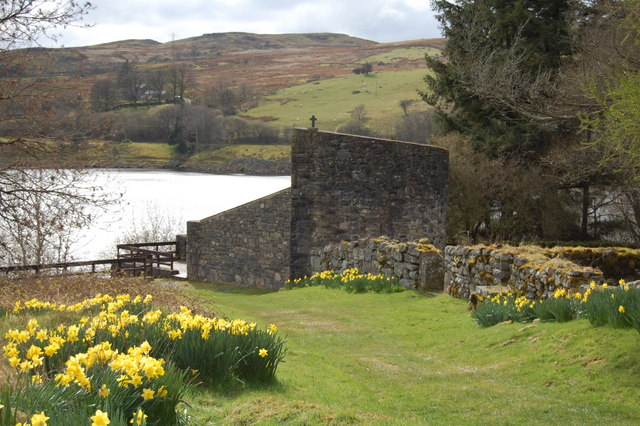
2009

Das Capel Celyn memorial am Ufer des Llyn Celyn nahe der A 4212 erinnert an den untergegangenen Ort Capel Celyn.
Sie wurde 1965 errichtet, um an die Familien zu erinnern, die gezwungen wurden, ihr noch Walisisch sprechendes Dorf für das 1964 errichtete Wasserreservoir Llyn Celyn zu verlassen. Das Design stammte von Robert Lambert Gapper, Architekt war Ronald Bradbury. Verwendet wurden Steine von vielen Gebäuden des Ortes, darunter die Dorfschule, Postamt und der originalen Kapelle. Auch einige geborgene Grabsteine stehen dort. In der Kapelle selbst befindet sich die Liste derer, die auf dem alten Friedhof bestattet wurden. Die walisische Regierung stellte die Kapelle unter Schutz (Grade II).